# 韓嘉訥
韓嘉訥（カンギャヌ、生没年不詳）は、モンゴル帝国に仕えたタングート人の一人。韓嘉納・韓家奴とも。

## 概要
韓嘉訥は「チンギス・カンの親衛千人隊長」として著名なチャガンの「従孫」の立智理威の次男であった。
後至元6年（1340年）、それまで宮中を牛耳っていたバヤンが失脚し服毒自殺すると、バヤン失脚を主導したトクトを中心とする新政権の幹部として抜擢された。
元代末期、ベルケ・ブカ、タイピン、韓嘉訥、トゥメンデルら10人は兄弟の契りを結ぶなど密接な関係を結び、韓嘉訥はベルケ・ブカが政界を引退した至正7年（1347年）に中書平章政事を経て、陝西行台の御史大夫となった。
至正9年（1349年）7月、中書左丞相となったタイピンと御史大夫の韓嘉訥は監察御史の斡勒海寿を通じてウカアト・カアン（順帝トゴン・テムル）の腹心カマとその弟のソソを弾劾させた。韓嘉訥らの動きを察知したカマは斡勒海寿が朝廷に至る前に先んじてウカアト・カアンに自らに罪がないことを訴え出た。その後、斡勒海寿がカマを弾劾すると、カマの自己弁護を先に聞いていたウカアト・カアンは斡勒海寿の言葉を信じず、その訴えを退けた。翌日、斡勒海寿が再び上奏を行うとウカアト・カアンはやむなく僅かにカマとソソの官職を剥奪したが、一方で斡勒海寿を陝西廉訪副使に左遷し、太平は翰林学士承旨を辞めさせ、韓嘉訥に江浙行省平章政事させるなど、カマ弾劾に奔走した一派を中央から追放してしまった。
韓嘉訥らの左遷後もトグス皇后は泣きながらカマ弾劾の不当さをウカアト・カアンに訴えたため、更に怒りを募らせたウカアト・カアンは斡勒海寿の官職を奪い、禁固刑に処した。更に、韓嘉訥は贈賄罪を理由として杖罪に処され、遠い極北の地ヌルガンに流されてそこで死んだ。時に至正11年（1351年）のことで、同時期に高昌王イディクート（タイピヌ・テギン）も同時期に流刑になっていたという。

## タングート部チャガン家
- 曲也怯律
  - 阿波古
    - 亦力撒合（イレグ・サカル）
    - 立智理威
      - 買訥（マイヌ）
        - 達理麻（ダルマ）

      - 韓嘉訥

  - 察罕（チャガン）
    - 木花里（ムカリ）
    - 布兀剌
      - 塔出（タチュ）
        - 宰牙
        - 必宰牙